# Патријарх српски Варнава
Патријарх српски Варнава (световно име Петар Росић; Пљевља, 10. септембар 1880 — Београд, 23. јул 1937) био је 40. патријарх Српске православне цркве, од 1930. до 1937. године.
Његово пуно име и титула гласили су Његова светост архиепископ пећки, митрополит београдско-карловачки и патријарх српски господин Варнава.

## Биографија
Рођен у Пљевљима (Стара Херцеговина, Османско царство) данашња Црна Гора, 29. августа/10. септембра 1880. године од оца Ђорђа и мајке Крсмане рођене Пејатовић. Крштен је у цркви Манастира Света Тројица. Основну школу завршио је у Пљевљима, а богословско-учитељску у Призрену 1899. године. Затим је 1905. године завршио Духовну академију у Петрограду, Русија. Од ректора академије, епископа Сергија, примио је монашки чин 30. априла 1905. године, чин јерођакона 6. маја и јеромонаха 6. јуна 1905. године.
Из Петрограда, у другој половини 1905. године јеромонах Варнава је отпутовао о руском трошку у Истанбул ради уписа на Богословију на Халки. Примио је дужност свештеника при српском посланству. У то време писао је у „Цариградском гласнику”, једином часопису на српском језику у Турском царству, управљао српском школом и сарађивао са Цариградском патријаршијом.

### Епископ
За време управе велешко-дебарског митрополита Партенија Галаса (1907—1913) који је често и на дуже време одсуствовао из епархије због синодских послова у Цариграду, словенско становништво поменуте епархије је уз помоћ Краљевине Србије успело да се избори да архимандрит Варнава Росић буде постављен на службу викарног епископа у овој епархији, са титулом: епископ главинички. Епископ Варнава је хиротонисан 10. априла 1910. године у патријаршијском храму Светог великомученика Георгија у Цариграду.
За време турске управе у Старој Србији епископ Варнава је стекао нарочитих заслуга на буђењу и јачању српске националне свести у борби с бугарском и грчком пропагандом. По завршетку Балканских ратова и ослобођењу Вардарске Србије (1912—1913), велешко-дебарски митрополит Патреније је коначно премештен у Мелничку епархију (1913), након чега је епископ Варнава преузео привремену управу над Велешко-дебарском епархијом. Услед одласка грчких и егзархијских епископа (1913), епископ Варнава је истовремено управљао и српским деловима суседних епархија: Преспанско-охридске, Пелагонијске, Воденске, Пољанске и Струмичке. У Првом светском рату је морао да напусти јужну Србију (1915), а потом је заједно са српским народом и војском прешао преко Албаније на Крф.
После рата, по жељи српске владе, је отишао је у Русију, у дипломатску мисију. Када је 1920. успостављена јединствена Српска патријаршија, Варнава је 17. новембра 1920. изабран за митрополита скопског. За патријарха Српске православне цркве изабран је 12. априла 1930. године.

## Српски патријарх

### Избор
Варнава Росић постао је у тридесетој години живота епископ, у четрдесетој митрополит, а у педесетој патријарх. На челу СПЦ био је само седам година, од 1930. до 1937. године.
Варнава је од расцепкане СПЦ у шест разних законодавних, административних, финансијских и јерархијских подручја, новим Уставом цркве и строгим правилима устројио СПЦ на модеран начин и успео да је одвоји од државе. Током те реорганизације формиране су две нове епархије, Загребачка и Мукачевска, тако да је у састав Српске цркве улазило укупно 27 епархија, са викарном Скадарском епархијом у Албанији.

### Зашто је изабран баш Варнава за патријарха
Делфа је питала свог кућног пријатеља Војислава Маринковића, тадашњег министра спољних послова, у влади Петра Живковића, зашто је за патријарха изабран Варнава, митрополит скопски, с којим нису били многи (који су радили у Скопљу и у Цариграду), одушевљени — његовим интелектуалним способностима. Питала је и зашто нису изабрани много бољи кандидати, као што су владика господин Георгије Летић, Николај Велимировић или владика Јосиф. Добила је одговор да одговорни фактори, нису могли у овим приликама, имајући у виду нарочите потребе Српске православне цркве, да нађу погоднију личност. Летића, није могао, када он није подносио интриге и оговарања свештеничка своје братије, није могао ни владика Николај, који је са својим животом и радом више био на небу него на земљи, више беседник и црквени поета него реални црквени посленик и организатор. Није погодан био ни владика Јосиф, који се као четник
са пушком у руци борио и у борби убијао своје противнике. У тим приликама то био једини избор. Варнава је изабран због његове чврсте руке и организаторске способности, да заведе ред, поредак и дисциплину у нашој цркви у доба, када су старост, болест и сенилност Блаженопочившег патријарха Димитрија учинили, да није било довољно реда и дисциплине. Веровало се да ће митрополит Варнава бити у стању, више него ико други, да ту хитну потребу наше цркве, најбоље задовољи, јер је предстојала израда Устава Српске православне цркве.

### Делање
У његово време активиран је црквени живот, тако да је почела градња многих храмова, па је његовом иницијативом започета и изградња храма Светог Саве на Врачару у Београду (највећег православног храма у употреби на свету). Такође је подигао на месту старе Београдске митрополије, нову зграду за потребе Архиепископије (зграду данашње Патријаршије у непосредној близини Саборног храма), као и манастир Ваведење на Сењаку.
Варнава је живео у тешка и несигурна времена доласка нациста на власт у Немачкој, убиства краља Александра и Шпанског грађанског рата. Показао се постојаним и чврстим, нарочито приликом покушаја стварања конкордата између Ватикана и Краљевине Југославије. Био је непопустљив, не зато што је начелно био против конкордата, него зато што је сматрао да тај споразум фаворизује католичку и исламску вероисповест на рачун других верских заједница у Југославији.

## Смрт и успомена

### Смрт и сахрана
Патријарх Варнава је преминуо изненада и мистериозно у 57. години живота у Београду, 23. јула 1937. године, баш у моменту изгласавања поменутог конкордата у Скупштини Југославије, који, иако изгласан већином гласова, баш поради Конкордатске кризе, никада није ступио на снагу. Патријарх Варнава је привремено сахрањен у малом храму Светога Саве на Врачару. Ни до данас није потврђено, ни оповргнуто мишљење да је отрован управо због свог непомирљивог става око конкордата.

### Рушење родне куће (2019)
Иако је патријарх Варнава био један од најзнаменитијих архијереја у савременој историји Српске православне цркве, надлежне црквене власти су пропустиле да његову родну кућу у Пљевљима, која се налазила у приватном власништву, благовремено откупе и претворе у спомен-дом, посвећен успомени на покојног српског патријарха, који је уживао велики углед у родном граду. Пошто је кућа остала обичан објекат, који је препуштен зубу времена, никада се није нашла под адекватном заштитом, те је у пролеће 2019. године срушена. Овај чин је изазвао незадовољство у српској јавности, као и бројна реаговања српских организација, које су оштрицу критике усмериле ка надлежним општинским и државним властима.

### Оцена

#### Божићна посланица
Један од чимбеника, који су утицали на разбуктавање Конкордатске кризе је била и тврдња у његовој посланици:
"Или ћемо бити Срби свјесни своје прошлости и аманета наших отаца и прадједова или - отпадници нације, интернационалисте, тј. припадници некакве магле, грађани бјелосвјетски, рушиоци живота и свега, без националног поноса, без вјере, без морала".
Патријарх Варнава у Божићној посланици 1936.

#### Однос Цркве и Државе
Прича се, да је Варнава рекао: „Нисам довољно послушан да бих био заповедник”, те да је у том смислу ишао својим зацртаним путем без обзира на то, шта очекује од њега краљ Александар I Карађорђевић.
По другом мишљењу он је са краљем тесно сарађивао.
На челу СПЦ био је свега седам година, од 1930. до 1937. године. Патријарх Варнава је био један од блиских сарадника краља Александра у спровођењу идеологије југословенског национализма, и често је истицао потребу да се „наметне потпуно јединство браће исте крви“. Југословенство је проповедао као „национално уверење свих Срба, Хрвата и Словенаца” и често је истицао Штросмајерову паролу: „Брат је мио које вере био”.

## Одликовања
- Орден Карађорђеве звезде, Велики крст (Краљевина Југославија)
- Орден Белог орла, Велики крст (Краљевина Југославија)[12]
- Орден Светог Саве, Велики крст (Краљевина Југославија)
- Орден заслуга, Први ред (Република Либан)[13]
- Орден Светог Александра, Велики крст (Краљевина Бугарска)[14]